# Dobra wiara
Dobra wiara (łac. bona fides, por. bona fide, łac. – „działający w dobrej wierze”) – domniemanie prawne i zarazem jedno z najważniejszych pojęć prawa cywilnego. W Polsce unormowana została w art. 7 Kodeksu cywilnego, który dzieli osoby na te będące w „dobrej” i te będące w „złej” wierze.
Co istotne, pojęcie to odnosi się do intencji danej osoby, niezależnie od rezultatu, jaki przyniosły jej działania. Funkcjonuje już od czasów prawodawstwa rzymskiego. Występuje zarówno w prawie anglosaskim, jak i kontynentalnym.
Kryterium, według którego dokonuje się podziału na dobrą i złą wiarę, jest stan psychiczny (nastawienie) osoby odnoszący się do jej wiedzy o istnieniu jakiegoś stosunku prawnego lub wynikającego z niego prawa podmiotowego.
- W przypadku dobrej wiary ma się do czynienia z błędnym (ale usprawiedliwionym) przekonaniem jakiejś osoby, że przysługuje jej określone prawo podmiotowe.
- Ze złą wiarą ma się do czynienia wtedy, gdy ktoś wie (albo nie wie, choć powinien wiedzieć), że jakieś prawo mu nie przysługuje.

Ponieważ Kodeks cywilny uzależnia w bardzo wielu przypadkach skutki prawne od istnienia „dobrej” lub „złej” wiary, domniemanie to ma kolosalne znaczenie w całym orzecznictwie cywilnym, tym bardziej że wiąże sąd do momentu, gdy nie zostanie obalone.
Przykładowo, jednym z wyjątków od zasady nemo plus iuris in alium trasferre potest quam ipse habet („nie można przenieść na inny podmiot więcej praw, niż się samemu posiada”) jest rękojmia wiary publicznej ksiąg wieczystych: nabywca prawa na nieruchomości mającej urządzoną księgę wieczystą nabywa odpłatnie prawo ujawnione w księdze wieczystej nawet w przypadku, gdy nabył je od osoby, która jest wpisana do tej księgi jako uprawniona niezgodnie z rzeczywistym stanem prawnym. Jednak koniecznym warunkiem skuteczności takiej czynności jest działanie bona fide. Podobnie, zasiedzenie rzeczy ruchomej, zgodnie z art. 174 k.c., może mieć miejsce jedynie w dobrej wierze – co jest zasadą sięgającą jeszcze prawa rzymskiego.
Analogicznie brak dobrej wiary również ma w prawie określone skutki. Przykładowo, zgodnie z art. 214 kodeksu postępowania cywilnego, nieuzasadnione spowodowanie odroczenia rozprawy może być powodem ukarania strony lub jej pełnomocnika grzywną, jeżeli sąd uzna, że działano w złej wierze.